# Universität Lettlands
Die Universität Lettlands (lettisch Latvijas Universitāte, lateinisch Universitas Latviensis) in der lettischen Hauptstadt Riga ist die älteste und mit rund 15.000 Studenten größte Universität des Landes.

## Geschichte

Haupteingang des Hauptgebäudes

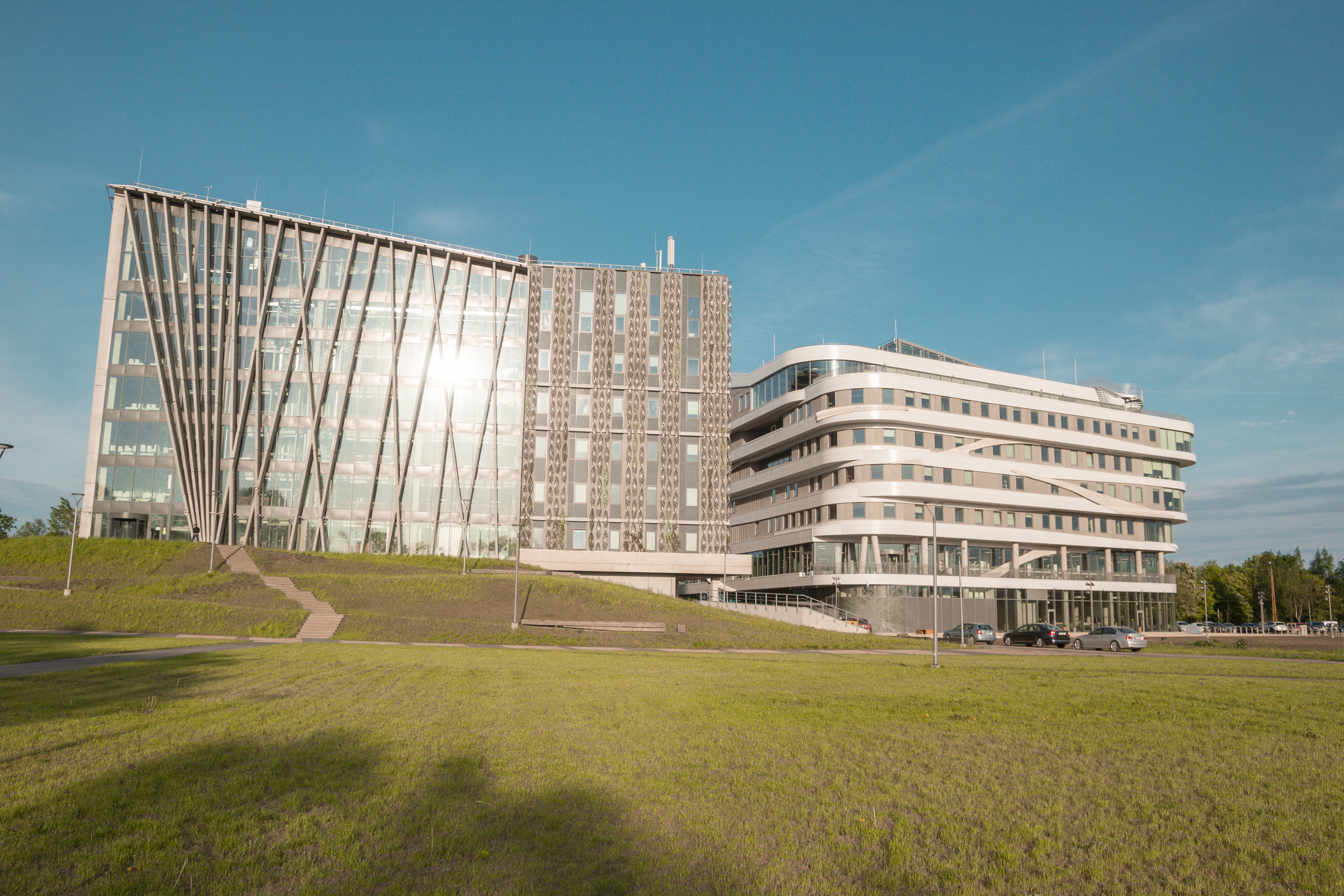
Der neue Campus der Uni Lettlands (2019).

### Das Rigaische Polytechnikum
Die lettländische Universität in Riga geht auf das im Jahre 1862 gegründete Rigaische Polytechnikum zurück. In den Ostseegouvernements des Russischen Kaiserreichs war dieses das technische Komplement zur akademischen Kaiserlichen Universität Dorpat. 1869 entstand die Fakultät für Baukunst. Damit erlangte das Rigaer Polytechnikum für die Entwicklung von Lettlands Jugendstil eine herausragende Bedeutung; heute noch sind etwa 40 Prozent der Rigaer Innenstadt diesem Stil zuzurechnen. Im Jahre 1896 wurde die Bezeichnung des Polytechnikums russifiziert.
Da keinerlei Zugangsbeschränkungen galten, wurde die Hochschule von Letten, Russen, Esten, Polen, Deutschbalten und Juden besucht. Die deutschen Studenten organisierten sich in drei Deutschbaltischen Studentenverbindungen:
- 1865 in der Fraternitas Baltica, deren Mitglieder vorwiegend dem Adel angehörten,
- 1869 in der Concordia Rigensis, die sich vor allem aus dem Bürgertum rekrutierte, und
- 1875 in der Rubonia, der vor allem Söhne rigscher Bürger und Kaufleute angehörten.

Bis 1915 absolvierten etwa 11.000 Vertreter aller Ethnien des Russischen Kaiserreichs das Polytechnikum. Zunächst war Deutsch, später Russisch die Unterrichtssprache.

### Die Universität im 20. Jahrhundert
Mit der Unabhängigkeit Lettlands im Jahre 1919 wurde das Institut zur Hochschule Lettlands (Latvijas Augstskola) und Lettisch zur Unterrichtssprache. Das lettische Parlament beschloss 1923 eine Hochschulverfassung und den Namen Latvijas Universitāte. Unter den Deutschbalten war die Bezeichnung Lettländische Universität üblich. Im Jahrbuch des baltischen Deutschtums in Lettland und Estland 1930 sind genaue Zahlen zu den deutschen Studenten an der Lettländischen Hochschule und am Herder-Institut Riga erhalten; insgesamt waren es 437 deutschstämmige Studenten.
Mit der sowjetischen Besetzung Lettlands im Juni 1940 wurden der Universität die Autonomie und die Verfassung aberkannt. Sie hieß fortan Lettländische Staatliche Universität (Latvijas Valsts Universitāte), abgekürzt LVU. Unter der deutschen Besetzung wurde sie von 1942 bis 1944 Universität in Riga genannt. 1958 erhielt sie den Namen Lettländische Staatliche Universität Pēteris-Stučka-Universität. Der Lette Pēteris Stučka war 1919/1920 Regierungschef der kurzlebigen Lettischen Sozialistischen Sowjetrepublik gewesen.
Nachdem Lettland 1990 seine nationale Unabhängigkeit wiedererlangt hatte, wurde die Universität in Latvijas Universitāte zurückbenannt. Die Universität gab sich am 15. Mai 1991 wieder eine Verfassung, die von der Saeima am 18. September 1991 bestätigt wurde. 1998 wurde das Zentrum für Jüdische Studien gegründet, das die Geschichte und Kultur der Juden in Lettland erforscht und Stätten des Schoa in Lettland dokumentiert.

### 21. Jahrhundert
Im August 2005 hatte die Universität Lettlands etwa 28.000 Studierende. Seit November 2005 ist sie Mehrheitseignerin der unabhängigen Riga Graduate School of Law (RGSL). 2023 wurde bekannt, dass die Universität Lettlands in Zusammenarbeit mit der Business School der Universität Salzburg mehrere auf Plagiaten beruhende Dissertationen angenommen hatte.

## Architektur
Das Hauptgebäude der Universität entstand in den Jahren von 1866 bis 1869 nach den Plänen des Architekten Gustav Ferdinand Alexander Hilbig. Es ist im eklektizistischen Stil entworfen und enthält romanische Elemente. Das Hauptportal ist geschmückt mit Zinngussreliefs mit den Wappen der drei ehemaligen Ostseegouvernements des Russischen Kaiserreichs – Gouvernement Kurland, Gouvernement Livland und Gouvernement Estland – und neun allegorischen Symbolen der Lehrfächer.

## Fakultäten
Die Universität hat 13 Fakultäten:
1. Biologie
2. Chemie
3. Physik und Mathematik
4. Ökonomie und Betriebswirtschaftslehre
5. Pädagogik und Psychologie
6. Geographie und Geologie
7. Geschichte und Philosophie
8. Rechtswissenschaften
9. Medizin
10. Moderne Sprachen
11. Philologie und Kunst
12. Gesellschaftswissenschaften
13. Theologie

## Kurioses
Das Hauptportal des Universitätsgebäudes weist eine dreiflüglige Treppe auf. Während die beiden äußeren Flügel für jedermann nutzbar sind, darf die mittlere Treppe nur von Dozenten und Alumni benutzt werden.

## Persönlichkeiten
- Gustav Kieseritzky, Rektor und Professor am Polytechnikum
- Wilhelm Ostwald (1853–1932), von 1882 bis 1887 als Ordinarius für Chemie
- Alexander Beck, von 1873 bis 1896 Professor am Polytechnikum
- Eižens Laube (1880–1967), Architekt, 1919 aktiv an der Gründung der Universität Lettlands beteiligt
- John Martens (1875–1936), Architekt
- Carl Eduard Heinrich Frobeen (1823–1890), Bankdirektor, Stadtrat von Riga
- Alfred Rosenberg (1893–1946), Chefideologe des Nationalsozialismus

## Studentenverbindungen
Die lettischen Studentenverbindungen sind zusammengeschlossen im Präsidenkonvent und dem Präsidenkonvent der lettischen Damenverbindungen.